# Phytometra luna
Phytometra luna är en fjärilsart som beskrevs av Hans Zerny 1927. Phytometra luna ingår i släktet Phytometra och familjen nattflyn. Inga underarter finns listade i Catalogue of Life.